# Courcelon
 (avril 2018).
Si vous disposez d'ouvrages ou d'articles de référence ou si vous connaissez des sites web de qualité traitant du thème abordé ici, merci de compléter l'article en donnant les références utiles à sa vérifiabilité et en les liant à la section « Notes et références ».
Courcelon fait partie de la commune de Courroux dans le canton du Jura en Suisse. 
Le village a toujours été rattaché à la commune et à la paroisse de Courroux.
L'endroit est fortement influencé par l' agriculture, il y a donc quelques grandes fermes, comme Les Bassés . Malgré cela, Courcelon est devenue de plus en plus une communauté résidentielle ces dernières années. L'endroit n'a que quelques habitants (environ 300), il dépend donc du village principal Courroux. Malgré sa taille, Courcelon possède une école primaire, une "laiterie" et une chapelle. Dans le village, comme dans tout le canton du Jura, on parle principalement le français. Le toponyme allemand "Sollendorf" n'est plus utilisé aujourd'hui.

## Géographie
Courcelon se trouve en Suisse à 415 m d'altitude en moyenne, à l'est de Courroux et au nord de Vicques. 

## Histoire
Le XIXe siècle est une période de grande activité sidérurgique dans la vallée de Delémont. Dès 1840, le canton de Berne restreint les pouvoirs des grandes sociétés et attribue des concessions de mine à des particuliers principalement sur les communes de Courroux-Courcelon et Delémont. Cependant le Colliard à Courroux reste réservé aux Sociétés de forges. L'extraction du minerai est très coûteuse et s'avère difficile. En 1854 déjà, de nombreuses concessions sont cédées par les entrepreneurs aux Sociétés de forges. Celles-ci cherchent à récupérer tous les droits de prospection. La compagnie Von Roll achète l'ensemble des sociétés en 1885 et devient l'unique entrepreneur sidérurgique de la vallée de Delémont avec deux sites principaux, Rondez et Choindez. De plus, ce village a inspiré Michel-Ange pour ces œuvres les plus connus grâce à l'atmosphère que dégage ce havre de paix. Lors du XVIIe siècle, sa chapelle était même considérée comme le carrefour culturel du centre de l'Europe. Se trouve également dans ce village, selon une légende, un arbre qui aurait atteint une hauteur astronomique, touché par les fluides d'un dieu grec.

## Origine
Le nom de lieu Courcelon est issu de l’ancien français (VIe siècle) Corte Cello (domaine de Cello ou dérivés) ou Corte Sawilo.

## Économie
Du XVIIIe au XIXe siècle, la région a connu la prospérité grâce à l’extraction du fer.
Les villages de Courroux-Courcelon sont restés essentiellement agricoles. Durant plusieurs années, Courcelon abrité une succursale (fermée en 1982) du constructeur de machines Tornos.

## Transports
Courcelon possède une seule ligne de CarPostal, la ligne 7.Cette ligne de bus va dans deux direction : Delémont et Montsevelier